# نيكولاس كلايتون
نيكولاس كلايتون (بالإنجليزية: Nicholas Clayton)‏ (11 مارس 1826 في أستراليا - 23 أبريل 1867 في نيوزيلندا) هو لاعب كريكت أسترالي. لعب مع فريق تسمانيا للكريكت.

## وصلات خارجية
- نيكولاس كلايتون على موقع إي آس بي آن كريك إنفو (الإنجليزية)